# 9881 Sampson
9881 Sampson è un asteroide areosecante. Scoperto nel 1994, presenta un'orbita caratterizzata da un semiasse maggiore pari a 2,3413363 au e da un'eccentricità di 0,4109957, inclinata di 8,08064° rispetto all'eclittica.
L'asteroide è dedicato a Sampson.